# Mission nationale pour les manuscrits
La Mission nationale pour les manuscrits (anglais : National Mission for Manuscripts) est un organisme créé en février 2003 par le ministère du Tourisme et de la Culture du gouvernement de l'Inde. Sa mission est la recherche, l'identification, la collecte, la copie, le catalogage est l'édition de manuscrits indiens éparpillés dans l'Inde tout entière. 

## Estimation du nombre de manuscrits indiens
On estime qu'il y a en Inde à peu près cinq millions de manuscrits indiens. À cela il faut ajouter:
- les manuscrits indiens qui se trouvent dans divers pays européens et dont le nombre est estimé à 60 000 ;
- les manuscrits indiens se trouvant dans les pays asiatiques, environ 150 000 ;
- les manuscrits indiens répertoriés dans des catalogues et dont le nombre avoisine le million ;

D'autre part, on estime que les manuscrits indiens sont composés selon la répartition des langues suivante :
- Sanskrit : 67 %
- Autres langues indiennes : 25 %
- Arabe, persan et tibétain : 8 %

## Localisation
Ce projet est localisé sur 32 centres répartis dans toute l'Inde.